# Asteridae
Asteridae, zastarjeli botanički naziv za podrazred Magnoliopsida u Cronquistovom i Tahtadžjanovom sustavu.
Asteridae je skupina od oko 80 000 vrsta cvjetnica koje karakteriziraju spojeni vjenčići i iridoidni spojevi. Nedavne filogenetske analize pomogle su razgraničiti skupinu i identificirale četiri glavne klade unutar nje; Cornales, Ericales, Lamiide i Campanulide, s tim da su posljednje dvije zajedno poznate kao Euasteridae. Potraga za najstarijim fosilima koji predstavljaju asteride dala je ukupno 261 zapis. Svaki od ovih fosila procijenjen je s obzirom na pouzdanost identifikacije. Najstariji prihvaćeni fosili za svaku klasu korišteni su za procjenu minimalne starosti za cijelu Asteridae. Rezultati sugeriraju da Asteridae potječu barem iz turona, kasne krede (89,3 milijuna godina) i da su do kasnog santona-ranog kampanja (83,5 milijuna godina) četiri glavne klade već bile zastupljene u fosilnom zapisu.

## Cronquistov sustav
- Razred Magnoliopsida
  - F. Podrazred Asteridae Takht., 1966
    - F1 Red Asterales Lindl., 1833
      - Porodica Asteraceae Dumort., 1822
        - Rod Gerbera L., 1758
        - Rod Cichorium L., 1753
        - Rod Chrysanthemum L., 1753
        - Rod Arctotis L.
        - Rod Rudbeckia L., 1753
        - Rod Haplopappus Cass., 1828
        - Rod Carthamus L., 1753
        - Rod Bellis L., 1753
        - Rod Echinops L.
        - Rod Cirsium Mill., 1754
        - Rod Arctium L.
        - Rod Chrysothamnus Nutt., 1840
        - Rod Tanacetum L., 1753
        - Rod Baccharis L., 1753
        - Rod Xanthium L., 1753
        - Rod Sonchus L., 1753
        - Rod Vernonia Schreb., 1791
        - Rod Coreopsis L., 1753
        - Rod Carduus L., 1753
        - Rod Erigeron L., 1753
        - Rod Espeletia Mutis ex Humb. & Bonpl.
        - Rod Calendula L., 1753
        - Rod Cousinia Cass.
        - Rod Ageratum L., 1753
        - Rod Cosmos Cav., 1791
        - Rod Callistephus Cass.
        - Rod Centaurea L., 1753
        - Rod Eupatorium L., 1753
        - Rod Crepis L., 1753
        - Rod Anthemis L., 1753
        - Rod Dahlia Cav., 1791
        - Rod Ambrosia L., 1753
        - Rod Aster L., 1753
        - Rod Viguiera Kunth, 1820
        - Rod Senecio L., 1753
        - Rod Artemisia L., 1753
        - Rod Bidens L., 1753
        - Rod Verbesina L., 1753
        - Rod Saussurea DC.
        - Rod Psilocarphus Nutt., 1840
        - Rod Tagetes L., 1753
        - Rod Hieracium L., 1753
        - Rod Liabum Adans., 1763
        - Rod Lactuca L., 1753
        - Rod Munnozia Ruiz & Pav.
        - Rod Helichrysum Mill., 1754
        - Rod Helianthus L., 1753
        - Rod Taraxacum F.H. Wigg., 1780
        - Rod Mikania Willd., 1803
        - Rod Stevia Cav., 1797
        - Rod Solidago L., 1753

    - F2 Red Callitrichales Lindl., 1833
      - Porodica Callitrichaceae Link, 1821
        - Rod Callitriche L.

      - Porodica Hippuridaceae Link, 1821
        - Rod Hippuris L.

      - Porodica Hydrostachyaceae Engl., 1898
        - Rod Hydrostachys Thouars

    - F3 Red Calycerales Takht., 1966
      - Porodica Calyceraceae L. C. Richard, 1820
        - Rod Calycera Cav.
        - Rod Boopis Juss., 1803

    - F4 Red Campanulales Lindl., 1833
      - Porodica Brunoniaceae Dumort., 1829
        - Rod Brunonia Sm.

      - Porodica Campanulaceae Juss., 1789
        - Rod Campanula L.
        - Rod Centropogon C.Presl
        - Rod Canarina L.
        - Rod Cyananthus Griff.
        - Rod Cephalostigma A.DC.
        - Rod Siphocampylus Pohl
        - Rod Platycodon A.DC.
        - Rod Ostrowskia Regel
        - Rod Lobelia L., 1753

      - Porodica Donatiaceae Takht. ex Dostál, 1957
        - Rod Donatia J.R.Forst. & G.Forst.

      - Porodica Goodeniaceae R. Br., 1810
        - Rod Velleia Sm.
        - Rod Goodenia Sm.
        - Rod Scaevola L.

      - Porodica Pentaphragmataceae J. G. Agardh, 1858
        - Rod Pentaphragma Wall. ex G.Don

      - Porodica Sphenocleaceae DC., 1839
        - Rod Sphenoclea Gaertn.

      - Porodica Stylidiaceae R. Br., 1810
        - Rod Stylidium Sw. ex Willd.

    - F5 Red Dipsacales Lindl., 1833
      - Porodica Adoxaceae R. E. Trautvetter, 1853
        - Rod Adoxa L.

      - Porodica Caprifoliaceae Juss., 1789
        - Rod Carlemannia Benth.
        - Rod Abelia R.Br.
        - Rod Weigela Thunb.
        - Rod Viburnum L.
        - Rod Sambucus L.
        - Rod Lonicera L.
        - Rod Silvianthus Hook.f.
        - Rod Linnaea L.
        - Rod Symphoricarpos Duhamel

      - Porodica Dipsacaceae Juss., 1789
        - Rod Dipsacus L.
        - Rod Morina L.
        - Rod Cephalaria Schrad. ex Roem. & Schult.
        - Rod Knautia L.
        - Rod Scabiosa L.
        - Rod Succisa Haller

      - Porodica Valerianaceae Batsch, 1802
        - Rod Nardostachys DC.
        - Rod Triplostegia Wall. ex DC.
        - Rod Valeriana L.
        - Rod Valerianella Mill.
        - Rod Patrinia Juss.
        - Rod Plectritis (Lindl.) DC.

    - F6 Red Gentianales Lindl., 1833
      - Porodica Apocynaceae Juss., 1789
        - Rod Vinca L.
        - Rod Allamanda L.
        - Rod Aspidosperma Mart. & Zucc.
        - Rod Mandevilla Lindl.
        - Rod Tabernaemontana L.
        - Rod Nerium L.
        - Rod Parsonsia R.Br.
        - Rod Pachypodium Lindl.
        - Rod Rauvolfia L.
        - Rod Strophanthus DC.

      - Porodica Asclepiadaceae R. Br., 1810
        - Rod Ceropegia L.
        - Rod Hoya R.Br.
        - Rod Asclepias L.
        - Rod Cryptostegia R.Br.
        - Rod Gonolobus Michx.
        - Rod Stapelia L.
        - Rod Secamone R.Br.

      - Porodica Gentianaceae Juss., 1789
        - Rod Gentiana L.
        - Rod Voyriella Miq.
        - Rod Voyria Aubl.
        - Rod Swertia L.
        - Rod Exacum L.
        - Rod Bartonia Pursh ex Sims
        - Rod Lomatogonium A.Braun
        - Rod Leiphaimos Cham. & Schltdl.

      - Porodica Loganiaceae Martius, 1827
        - Rod Gelsemium Juss.
        - Rod Desfontainia Ruiz & Pav.
        - Rod Fagraea Thunb.
        - Rod Mitrasacme Labill.
        - Rod Strychnos L.
        - Rod Usteria Dennst., 1818

      - Porodica Retziaceae Bartling, 1830
        - Rod Retzia Thunb.

      - Porodica Saccifoliaceae Maguire & Pires, 1978
        - Rod Saccifolium Maguire & Pires

    - F7 Red Lamiales Bromhead, 1838
      - Porodica Boraginaceae Juss., 1789
        - Rod Wellstedia Balf.f.
        - Rod Cordia L., 1753
        - Rod Ehretia P.Browne, 1756
        - Rod Echium L., 1753
        - Rod Amsinckia Lehm., 1831
        - Rod Cynoglossum L., 1753
        - Rod Heliotropium L., 1753
        - Rod Cryptantha Lehm. ex G.Don, 1837
        - Rod Tournefortia L., 1753
        - Rod Zoelleria Warb., 1892
        - Rod Onosma L.
        - Rod Lithospermum L., 1753
        - Rod Myosotis L., 1753

      - Porodica Lamiaceae Lindl., 1836
        - Rod Scutellaria L.
        - Rod Aeollanthus Mart. ex Spreng., 1825
        - Rod Stachys L.
        - Rod Teucrium L.
        - Rod Thymus L.
        - Rod Icomum Hua
        - Rod Monarda L.
        - Rod Lavandula L.
        - Rod Coleus Lour.
        - Rod Hyptis Jacq.
        - Rod Hoslundia Vahl
        - Rod Mentha L.
        - Rod Tetrachondra Petrie ex Oliv.
        - Rod Plectranthus L'Her.
        - Rod Tinnea Kotschy & Peyr.
        - Rod Prasium L.
        - Rod Nepeta L.
        - Rod Marrubium L.
        - Rod Salvia L.

      - Porodica Lennoaceae Solms-Lauback, 1870
        - Rod Ammobroma Torr.
        - Rod Lennoa Lex.
        - Rod Pholisma Nutt. ex Hook.

      - Porodica Verbenaceae Jaume St.-Hilaire, 1805
        - Rod Clerodendrum L.
        - Rod Duranta L.
        - Rod Avicennia L.
        - Rod Vitex L.
        - Rod Verbena L.
        - Rod Cyanostegia Turcz.
        - Rod Lippia L.
        - Rod Premna L.
        - Rod Tectona L.f.
        - Rod Geunsia Blume
        - Rod Phryma L.
        - Rod Lantana L.
        - Rod Pseudocarpidium Millsp.

    - F8 Red Plantaginales Lindl., 1833
      - Porodica Plantaginaceae Juss., 1789
        - Rod Bougueria Decne.
        - Rod Littorella Bergius
        - Rod Plantago L.

    - F9 Red Rubiales Benth. & Hook., 1873
      - Porodica Rubiaceae Juss., 1789
        - Rod Didymochlamys Hook.f.
        - Rod Gardenia Ellis
        - Rod Galium L.
        - Rod Cinchona L.
        - Rod Coffea L.
        - Rod Gleasonia Standl.
        - Rod Psychotria L.
        - Rod Mussaenda L.
        - Rod Gaertnera Schreb.
        - Rod Rubia L.
        - Rod Rondeletia L.
        - Rod Henriquezia Spruce ex Benth.
        - Rod Pagamea Aubl.
        - Rod Platycarpum Bonpl.
        - Rod Houstonia L.
        - Rod Pentagonia Fabr.

      - Porodica Theligonaceae Dumort., 1829
        - Rod Theligonum L.

    - F10 Red Scrophulariales Lindl., 1833
      - Porodica Acanthaceae Juss., 1789
        - Rod Justicia L.
        - Rod Dicliptera Juss.
        - Rod Strobilanthes Blume
        - Rod Ruellia L.
        - Rod Acanthus L.
        - Rod Aphelandra R.Br.
        - Rod Barleria L.
        - Rod Pentstemonacanthus Nees, 1847
        - Rod Thunbergia Retz.

      - Porodica Bignoniaceae Juss., 1789
        - Rod Argylia D.Don
        - Rod Campsis Lour.
        - Rod Incarvillea Juss.
        - Rod Bignonia L.
        - Rod Crescentia L.
        - Rod Jacaranda Juss.
        - Rod Catalpa Scop.
        - Rod Oroxylum Vent.
        - Rod Tourrettia Foug.
        - Rod Spathodea P.Beauv.
        - Rod Tabebuia Gomes ex DC.
        - Rod Lundia DC.

      - Porodica Buddlejaceae Wilhelm, 1910
        - Rod Buddleja L.
        - Rod Nicodemia Ten.
        - Rod Polypremum L.
        - Rod Sanango Bunting & Duke
        - Rod Adenoplea Radlk.
        - Rod Adenoplusia Radlk.
        - Rod Nuxia Comm. ex Lam.
        - Rod Peltanthera Benth.

      - Porodica Gesneriaceae Dumort., 1822
        - Rod Cyrtandra J.R.Forst. & G.Forst.
        - Rod Aeschynanthus Jack
        - Rod Columnea L.
        - Rod Monophyllaea R.Br.
        - Rod Ramonda Rich.
        - Rod Saintpaulia H.Wendl.
        - Rod Streptocarpus Lindl.
        - Rod Sinningia Nees

      - Porodica Globulariaceae DC., 1805
        - Rod Cockburnia Balf.f.
        - Rod Hebenstretia L.
        - Rod Walafrida E.Mey.
        - Rod Globularia L.
        - Rod Globulariopsis Compton
        - Rod Selago Schur

      - Porodica Lentibulariaceae Rich., 1808
        - Rod Genlisea A.St.-Hil.
        - Rod Utricularia L.
        - Rod Pinguicula L.
        - Rod Biovularia Kamienski
        - Rod Polypompholyx Lehm.

      - Porodica Mendonciaceae Bremekamp, 1953
        - Rod Mendoncia Vell. ex Vand.

      - Porodica Myoporaceae R. Br., 1810
        - Rod Bontia L.
        - Rod Pholidia R.Br.
        - Rod Oftia Adans.
        - Rod Myoporum Banks & Sol. ex G.Forst.

      - Porodica Oleaceae Hoffmanns. & Link, 1809
        - Rod Fraxinus L.
        - Rod Forsythia Vahl
        - Rod Forestiera Poir.
        - Rod Jasminum L.
        - Rod Chionanthus L.
        - Rod Hesperelaea A.Gray
        - Rod Noronhia Stadman ex Thouars
        - Rod Syringa L.
        - Rod Olea L.
        - Rod Ligustrum L.
        - Rod Tessarandra Miers

      - Porodica Orobanchaceae Vent., 1799
        - Rod Orobanche L.

      - Porodica Pedaliaceae R. Br., 1810
        - Rod Martynia L.
        - Rod Josephinia Vent.
        - Rod Sesamum L.
        - Rod Proboscidea Schmidel
        - Rod Trapella Oliv.

      - Porodica Scrophulariaceae Juss., 1789
        - Rod Digitalis L.
        - Rod Glumicalyx Hiern
        - Rod Calceolaria L.
        - Rod Antirrhinum L.
        - Rod Halleria L.
        - Rod Euphrasia L.
        - Rod Verbascum L.
        - Rod Veronica L.
        - Rod Besseya Rydb.
        - Rod Harveya Hook.
        - Rod Castilleja Mutis ex L.f.
        - Rod Bowkeria Harv.
        - Rod Paulownia Siebold & Zucc.
        - Rod Scrophularia L.
        - Rod Mimulus L.
        - Rod Lathraea L.
        - Rod Linaria Mill.
        - Rod Penstemon Schmidel
        - Rod Pedicularis L.
        - Rod Lagotis Gaertn.

    - F11 Red Solanales Lindl., 1833
      - Porodica Convolvulaceae Juss., 1789
        - Rod Hildebrandtia Vatke
        - Rod Dichondra J.R.Forst. & G.Forst.
        - Rod Convolvulus L.
        - Rod Falkia L.f.
        - Rod Ipomoea L.
        - Rod Humbertia Comm. ex Lam.

      - Porodica Cuscutaceae Dumort., 1829
        - Rod Cuscuta L.

      - Porodica Duckeodendraceae Kuhlmann, 1947
        - Rod Duckeodendron Kuhlm.

      - Porodica Hydrophyllaceae R. Br., 1817
        - Rod Wigandia Kunth
        - Rod Codon Royen ex L.
        - Rod Nama L.
        - Rod Eriodictyon Benth.
        - Rod Romanzoffia Cham.
        - Rod Nemophila Nutt.
        - Rod Phacelia Juss.

      - Porodica Menyanthaceae Dumort., 1829
        - Rod Nephrophyllidium Gilg
        - Rod Villarsia Vent.
        - Rod Menyanthes L.
        - Rod Nymphoides Seg.
        - Rod Liparophyllum Hook.f.

      - Porodica Nolanaceae Dumort., 1829
        - Rod Nolana L.f.
        - Rod Alona Lindl.

      - Porodica Polemoniaceae Juss., 1789
        - Rod Gilia Ruiz & Pav.
        - Rod Cantua Juss. ex Lam.
        - Rod Cobaea Cav.
        - Rod Gymnosteris Greene
        - Rod Linanthus Benth.
        - Rod Leptodactylon Hook. & Arn.
        - Rod Phlox L.
        - Rod Linanthastrum Ewan

      - Porodica Solanaceae Juss., 1789
        - Rod Duboisia H.Karst.
        - Rod Solanum L.
        - Rod Browallia L.
        - Rod Datura L.
        - Rod Atropa L.
        - Rod Anthocercis Labill.
        - Rod Anthotroche Endl.
        - Rod Nicotiana L.
        - Rod Hyoscyamus L.
        - Rod Schizanthus Ruiz & Pav.
        - Rod Physalis L.
        - Rod Nicandra Adans.
        - Rod Salpiglossis Ruiz & Pav.
        - Rod Lycium L.
        - Rod Petunia Juss.
        - Rod Henoonia Griseb.
        - Rod Lycopersicon Mill.
        - Rod Capsicum L.
        - Rod Mandragora L.

## Tahtadžjanov sustav
- Razred Magnoliopsida
  - Podrazred Asteridae
    - Nadred Campanulanae
      - Red Campanulales
        - Porodica Pentaphragmataceae
        - Porodica Sphenocleaceae
        - Porodica Campanulaceae
        - Porodica Cyphocarpaceae
        - Porodica Nemacladaceae
        - Porodica Cyphiaceae
        - Porodica Lobeliaceae

      - Red Goodeniales
        - Porodica Brunoniaceae
        - Porodica Goodeniaceae

      - Red Stylidales
        - Porodica Donatiaceae
        - Porodica Stylidiaceae

      - Red Menyanthales
        - Porodica Menyanthaceae

    - Nadred Asteranae
      - Red Calycerales
        - Porodica Calyceraceae

      - Red Asterales
        - Porodica Asteraceae